# Bob Vieira da Costa
João Roberto Vieira da Costa, mais conhecido como Bob Vieira da Costa (Alfenas, junho de 1963) é um empresário e publicitário  brasileiro. É casado com a jornalista Bia Pereira, tem dois filhos e dois netos. Formado em Administração Pública pela Escola de Administração de Empresas de São Paulo da Fundação Getulio Vargas, foi ministro da Secretaria de Comunicação Social no governo Fernando Henrique Cardoso, é sócio-fundador e presidente da Agência nova/sb, pioneira na área de Comunicação de Interesse Público, sua especialidade.

## Carreira

### Iniciativa privada e serviço público
Ainda bem jovem, de 1986 a 1987, trabalhou no CEPAM – Secretaria do Interior do Governo do Estado de São Paulo, gestão Chopin Tavares de Lima, governo Franco Montoro, no Programa de implantação de Consórcios Intermunicipais no Estado de São Paulo.
De 1987 a 1990, foi Diretor da DISAETE – Divisão das Escolas Técnicas do Estado de São Paulo (Escolas Técnicas Agrícolas e Escolas Técnicas Industriais), órgão ligado à Secretaria de Estado de Educação, gestão Chopin Tavares de Lima, Governo Orestes Quércia. De 1991 a 1993 foi Chefe da Assessoria Técnica de Planejamento e Controle Educacional – ATPCE - e Chefe de Gabinete da Secretaria de Estado da Educação de São Paulo, gestão Fernando Morais, governo Luiz Antônio Fleury Filho. Entre final de 1993 e 1994 foi Secretário Adjunto da Secretaria de Cultura do Estado de São Paulo, gestão Ricardo Ohtake, governo Fleury.
Em janeiro de 1997, a convite do então ministro da Saúde, Carlos Albuquerque, assumiu a Chefia da Assessoria de Comunicação Social do Ministério da Saúde, no governo do presidente Fernando Henrique Cardoso. Permaneceu nesta função na gestão de José Serra até novembro de 2001, período no qual atuou na implantação dos medicamentos genéricos no Brasil; na campanha brasileira pela quebra de patentes de medicamentos para portadores de HIV; campanhas de vacinação de idosos e vacinação infantil, campanhas de prevenção à Aids, mutirões de cirurgias de cataratas e na campanha de combate ao tabaco, introduzindo a proibição da propaganda de cigarros na TV, Rádio e Revistas no Brasil e na introdução de fotos de alertas nos maços de cigarro;
Em 2001, assume o cargo de ministro-chefe da Secretaria de Estado de Comunicação Social da Presidência da República, governo Fernando Henrique. Foi o responsável pela introdução no orçamento da União das rubricas de destinação de investimentos pelos órgãos federais em publicidade de utilidade pública - PUP, institucional e mercadológica. Com a introdução destas rubricas aprimorou-se o sistema de controle da aplicação dos investimentos federais em publicidade.
Em 2002, afastou-se da Secom por dois meses para fazer a campanha de José Serra à presidência da República. Encerradas as eleições, reassumiu a Pasta e participou da equipe de transição.
No final de 2002 e início de 2003 trabalhou para eleger o então primeiro-ministro de Moçambique, Pascoal Mucumbi, diretor geral da Organização Mundial da Saúde (OMS), em Genebra, numa ação deflagrada pelos  presidentes Fernando Henrique Cardoso e Lula em conjunto com o governo de Moçambique, sem sucesso.

### Agência de publicidade
Em abril de 2003, juntamente com os sócios Nelson Biondi e Silvana Tinelli, cria a agência de publicidade SNBB Comunicação  e passa a atender a conta de Consumo Responsável da Cervejaria AmBev. e logo em seguida conquistou a conta da Telecom Itália institucional e da Tim varejo.
Como sua especialidade era administração pública e planejamento estratégico, começou a participar de várias licitações. Só em 2003 foram cinco: Secom em junho, Banco do Brasil em julho, Correios em agosto – esta com êxito, mas os concorrentes entraram com recursos na Justiça e a SNBB não levou a conta – e Petrobrás em setembro. Disputou também, em agosto, a Sabesp, no estado de São Paulo, sem sucesso.
Em janeiro de 2004 entrou na concorrência da Caixa Econômica Federal e ganhou, junto com a TBWA e Fischer, sua primeira conta do governo federal. O escritório da agência em Brasília é aberto. Neste mesmo ano obteve a conta da CDHU, no governo de São Paulo.
No ano seguinte, 2005, lançou o Feirão da Casa Própria. Em 2006, com a saída do sócio Nelson Biondi, a agência passa a se chamar nova/sb. A agência investe na participação de licitações de órgãos públicos e terceiro setor. Em 2006, Bob organizou o livro Comunicação de interesse público – ideias que movem pessoas e fazem um mundo melhor, voltado para o governo, terceiro setor e área privada. Em 2008, foi eleito conselheiro do CONAR onde ficou por dois mandatos consecutivos até 2012.
O histórico de Bob Vieira da Costa no Ministério da Saúde foi importante para que a nova/sb fosse a primeira agência brasileira a ser convidada e ganhar uma concorrência internacional da Organização Mundial de Saúde (OMS). A primeira campanha mundial foi contra o tabaco em 2008, veiculada em 200 países e vários idiomas. De lá para cá foram dez campanhas mundiais - 4 para o Dia Mundial Sem Tabaco, uma para a 7ª Conferência das Partes (COP7) da Convenção-Quadro da Organização Mundial da Saúde para o Controle do Tabaco e 5 para o Dia Mundial do Doador de Sangue. A agência também fez campanhas para Organização Internacional do Trabalho contra o trabalho infantil e a escravidão moderna.
A nova/sb ganhou a conta do BNDES em março de 2009 e inaugurou seu escritório no Rio de Janeiro. Neste mesmo ano foi eleito vice-presidente da ABAP - Associação Brasileira de Propaganda, cargo que ocupou até 2017.
Em agosto 2011 obteve a conta da Secom e renovou com a Caixa, em nova licitação. Neste mesmo ano, criou a nova/batata, uma agência pop up que prestou serviços de comunicação gratuito para pequenos comerciantes do Largo da Batata, uma experiência que ajudou os lojistas a melhorar a performance de vendas e rendeu à agência um dos dois prêmios Effie naquele ano (o outro foi para a campanha de proteção de pedestres criada para a Prefeitura de São Paulo). Bob foi eleito o dirigente do ano e levou o troféu Garra de Galo da Associação dos Profissionais de Publicidade (APP) 
Publicou, em 2013, outro livro: A publicidade na administração pública, contando o histórico das licitações na área da publicidade e propaganda. A publicação foi distribuída para prefeituras e para o poder público em geral.
Em 2014, a sócia Silvana Tinelli se afastou e vendeu sua parte para Bob e para o diretor-financeiro, Antônio Calil.
Em 2016, a nova/sb conquistou a conta do Governo do estado de Mato Grosso e abriu seu quarto escritório, em Cuiabá.  Em novembro, a agência é uma das três vencedoras da licitação para atender o Ministério da Saúde e se torna a primeira agência de publicidade do país a conquistar um prêmio inédito e se torna a primeira agência do país a ter o Pró-Ética do Ministério da Transparência, Fiscalização e Controle e do Instituto Ethos.
Em 2017, a nova/sb foi escolhida a Agência do Ano no Prêmio Colunistas Brasil e levou um Leão de Bronze em Cannes e dois prêmios Clios (prata e bronze) com a campanha Sons da Conquista, feita para a Caixa Econômica Federal.

## Artigos publicados
- Até a churrasqueira ficou verde (Valor Econômico, 1 de abril de 2008)[32]
- Publicidade, crise e novas demandas sociais (Folha de S.Paulo, 29 de janeiro de 2009)[33]
- Surfista do Interesse Público (Folha de S.Paulo, 30 de setembro de 2015)[34]
- O mito da tolerância (Folha de S.Paulo, 3 de agosto de 2016)[35]
- Enfim, uma boa notícia (O Globo, 13 de abril de 2017)[36]